# Valmadonna
Valmadonna (Valmadòna in dialetto alessandrino) è una frazione di Alessandria, di 2 322 abitanti (al 31/12/2019), che sorge a 116 metri sul livello del mare e dista 7 chilometri dal capoluogo.

## Infrastrutture e trasporti

### Ferrovie
Valmadonna è dotata di una stazione ferroviaria che sorge sul tratto in comune tra le linee Chivasso-Alessandria, Novara-Alessandria e Pavia-Alessandria. Vi sono inoltre servizi di autobus e pullman sulla linea Alessandria -Valmadonna - Valenza e ritorno

## Monumenti e luoghi d'interesse

### Architetture religiose
La chiesa della Beata Vergine Maria Assunta venne edificata nel 1739 ed è posizionata nel centro del paese. Intorno al XIII° secolo sul territorio di Valmadonna era presente un'altra chiesa che all'epoca ebbe probabilmente una certa notorietà tanto che Papa Onorio III, nel 1217, la citò in una sua bolla pontificia. L'antica collocazione è da ritenersi situata sulla collina che separa la zona della borgata di Valle Quarta dalla vallata su cui sorge attualmente il centro del paese.

### Monumenti
Accanto alla facciata della scuola elementare è presente un monumento in memoria dei compaesani caduti nelle due guerre mondiali.  Una scultura a forma di arpa è posizionata all'interno di un'aiuola all'altezza del principale incrocio del paese. Creata dal maestro Corsanini di Milano, venne inaugurata il 28 maggio 1989 in memoria di Franco Provera, presidente della provincia di Alessandria dal 1980 al 1982.

## Cultura

### Istruzione
A Valmadonna sono presenti due complessi scolastici. La scuola elementare Vittorino da Feltre costruita nel 1888 e l'asilo infantile, Elsa Malpaganti, costruito nell'anno 1892 per interessamento dell'allora parroco don Andrea Vescovi, con l'aiuto di alcune famiglie valmadonnesi e del sindaco di Alessandria, Enrico Fortunato.

## Storia
Valmadonna, nasce tra l'XI e il XII secolo e deve le sue origini principalmente all'abbandono di antichi piccoli agglomerati situati nella pianura fra le attuali Alessandria e Valmadonna. Le famiglie più agiate si trasferirono nell'allora neo-fondata Alessandria, mentre quelle più umili si sistemarono sulle colline e nelle valli che andranno a costituire l'attuale territorio della frazione. Il nome dell'antico stanziamento, Astigliano, rimase tale fino al XV secolo; in seguito venne mutato dapprima in Valle delle Grazie e infine, dal 1858, nell'attuale Valmadonna.

## Sport

### Calcio
La squadra di calcio di Valmadonna, l'A.S.D. Soms Valmadonna, colore sociale giallo-blu, nacque verso la fine degli anni '70 del secolo scorso e, dopo avere disputato il campionato di Terza Categoria, raggiunse immediatamente la promozione in serie superiore. La permanenza in Seconda Categoria durò solo una stagione. Poco dopo il sodalizio si sciolse e la rappresentativa calcistica del paese partecipò ai cosiddetti campionati "Amatori". Dagli anni '10 di questo secolo la società si è ricostituita e attualmente, stagione 2024-25, milita in terza categoria. Lo stadio è a Valmadonna, in via del Castellino.